# Actio Pauliana
Actio Pauliana (łac. skarga pauliańska) – w prawie rzymskim powództwo przysługujące wierzycielom w razie ich pokrzywdzenia przez działania dłużnika (fraus creditorum), mające na celu odwrócenie skutków takich działań.

## Charakterystyka powództwa
Nie jest znana geneza skargi Pauliańskiej – pojawia się ono dopiero w kompilacji justyniańskiej.
Powództwo to uzupełniało ochronę wierzycieli, której służył specjalny interdykt pretorski – interdictum fraudatorium. Miało ono na celu unieważnienie czynności zdziałanych na szkodę wierzycieli przez dłużnika (fraudatora) – restytucję zmniejszenia jego majątku. Można je było kierować zarówno przeciwko fraudatorowi, jak i przeciwko osobom trzecim, które wzbogaciły się jego działaniem. Kondemnacja powództwa była skierowana na wynagrodzenie całej szkody, jaką ponieśli wierzyciele wskutek czynności dłużnika. Jeżeli jednak powództwo wytoczono po upływie roku od egzekucji (venditio bonorum lub distractio bonorum), strona pozwana zasądzana była jedynie na zwrot wzbogacenia, o ile jeszcze je posiadała.
Actio Pauliana należała do actiones arbitrariae – do zasądzenia nie dochodziło, jeżeli na wezwanie sędziego pozwany zwrócił rzecz lub zgodził się na unieważnienie kontraktu.

## Przesłanki zastosowania skargi pauliańskiej
1. Podstawowym warunkiem zastosowania skargi pauliańskiej była możliwość odwołania czynności prawnej. Czynności prawne nieodwołalne, np. objęcie spadku, wyzwolenie niewolnika, nie były zaskarżalne. Jednakże wyzwolenia fraudatoryjne były z mocy lex Aelia Sentia nieważne.
2. Czynność prawna fraudatora powodowała realne zmniejszenie jego majątku. Czynność taka mogła mieć charakter pozytywnego działania, np. poprzez zaciągnięcie nowego długu. Mogła ona również polegać na zaniechaniu, np. niewniesieniu skargi we właściwym terminie. Stosowanie skargi Pauliańskiej było wykluczone, jeżeli dłużnik jedynie nie skorzystał z możliwości wzbogacenia się, np. nie przyjął spadku lub darowizny.
3. Czynność prawna skutkowała szkodą wierzycieli, tj. niemożnością zaspokojenia ich roszczeń w ogóle lub w pełni. Skutek ten uważany był za udowodniony, jeżeli wszczęto na majątku dłużnika postępowanie egzekucyjne.
4. Dłużnik musiał mieć świadomość powodowania lub powiększania swojej niewypłacalności (consilium fraudis) poprzez dokonywanie tych czynności.
5. Za pomocą skargi pauliańskiej można było pozywać fraudatora bądź osoby trzecie, wzbogacone jego działaniami. Jeżeli osoba trzecia nabyła odpłatnie od fraudatora wartość majątkową, wówczas mogła być pozwana, jeżeli działała w złej wierze, tj. jeżeli wiedziała, że działa w ten sposób na szkodę wierzycieli (scientia fraudis). Osoba trzecia mogła zostać pozwana mimo działania w dobrej wierze, jeżeli wartość majątkową nabyła nieodpłatnie.